# Štír karpatský
Štír karpatský (Euscorpius carpathicus) je vzácný endemit rumunských Karpat. Vyskytuje se severně od Dunaje. V minulosti se mnoho dnes již samostatných druhů štírů považovalo za poddruhy štíra karpatského (např. štír baleárský). Jeho jed není stejně jako ostatních štírů rodu Euscorpius nebezpečný pro člověka. Dorůstá mezi 3 a 4 cm. Štír karpatský se v České republice nevyskytuje, ve starší literatuře je uváděn jeho výskyt v blízkostí Slapské přehrady, populace v ČR však patří k druhu Euscorpius tergestinus, který byl jako mnoho jiných druhů od Euscorpius carpathicus oddělen.